# Deutsches Elektronen-Synchrotron

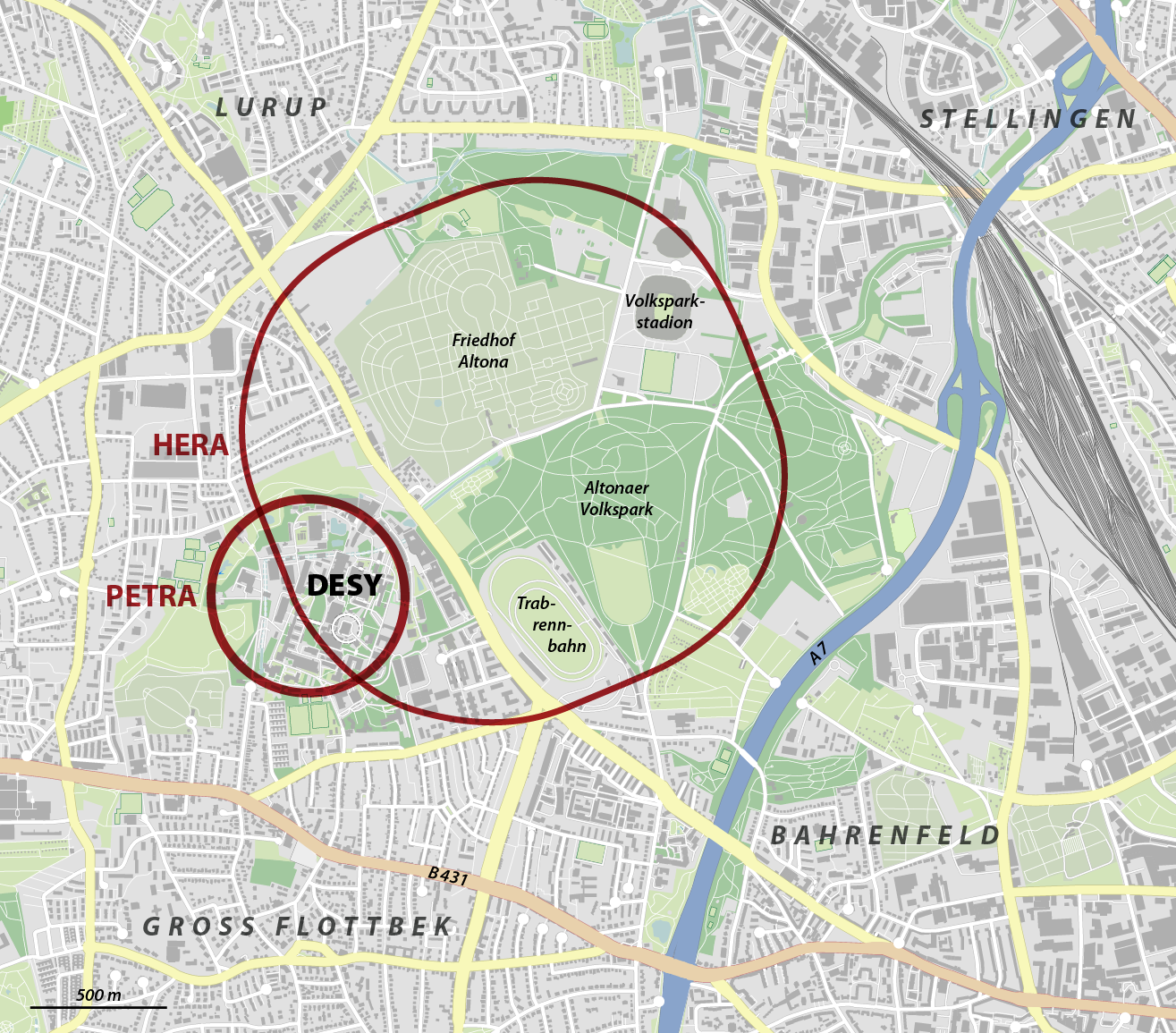
Lage in Hamburg-Bahrenfeld

Das Deutsche Elektronen-Synchrotron DESY, kurz DESY, ist ein Forschungszentrum für naturwissenschaftliche Grundlagenforschung mit Sitz in Hamburg und Zeuthen. Aufgabe von DESY ist die Erforschung von Struktur, Dynamik und Funktion der Materie. Dies erfolgt in vier Forschungsbereichen:
- Beschleuniger
- Forschung mit Photonen
- Teilchenphysik
- Astroteilchenphysik

Das Forschungszentrum DESY ist eine Stiftung bürgerlichen Rechts und wird aus öffentlichen Mitteln finanziert. DESY ist Mitglied der Helmholtz-Gemeinschaft Deutscher Forschungszentren.

## Aufgaben
DESY ist eines der weltweit größten Zentren für die Forschung an und mit Teilchenbeschleunigern. Aufgabe von DESY ist die Entschlüsselung der grundlegenden Zusammenhänge von Struktur, Dynamik und Funktion von Materie als Wissensbasis zur Lösung der aktuellen Fragen und Herausforderungen von Wissenschaft, Gesellschaft und Wirtschaft. Dabei setzt das Forschungszentrum auf folgende drei Schwerpunkte überwiegend am Standort Hamburg:
- Entwicklung, Bau und Betrieb von Teilchenbeschleunigern
- Forschung mit Photonen, d. h. Synchrotronstrahlung und Strahlung aus Freie-Elektronen-Lasern in (u. a.) Physik, Chemie, Biologie, Geologie und Medizin
- Untersuchung der fundamentalen Eigenschaften von Materie und Kräften im Rahmen der Teilchenphysik bzw. Hochenergiephysik

Am Standort Zeuthen gibt es einen weiteren Forschungsschwerpunkt:
- Astroteilchenphysik durch Anwendung der Methoden der Teilchenphysik im Rahmen der Astrophysik

DESY stellt der Wissenschaft Beschleunigeranlagen zur Verfügung, die national und international von verschiedenen Instituten und Universitäten sowie Industriekunden genutzt werden.

## Standorte
DESY verfügt über zwei Standorte. Der größere Standort liegt in Hamburg-Bahrenfeld in der Nähe des Altonaer Volksparks. Am 1. Januar 1992 wurde DESY um einen zweiten Standort in Zeuthen (bis 1991 „Institut für Hochenergiephysik“ der Akademie der Wissenschaften der DDR) südöstlich von Berlin erweitert.

## Etat und Finanzierung
Das Forschungszentrum ist eine Stiftung bürgerlichen Rechts und wird aus öffentlichen Mitteln finanziert. DESY hatte 2020 einen Jahresetat von etwa 232 Mio. Euro (gemäß Bundeshaushaltsplan, ohne Ausgaben für Investitionen und besondere Finanzierungsausgaben). Hinzu kamen Drittmitteleinnahmen in Höhe von ca. 18 Mio. Euro. Die Grundfinanzierung übernehmen zu 90 % das Bundesministerium für Bildung und Forschung und zu 10 % die Freie und Hansestadt Hamburg beziehungsweise das Land Brandenburg.

## Personal und Ausbildung
Insgesamt beschäftigt DESY ca. 3000 Mitarbeiter aus über 60 Nationen, davon etwa 2700 am Standort Hamburg und etwa 300 am Standort Zeuthen. Darin eingerechnet sind über 130 Auszubildende in verschiedenen gewerblich-technischen Berufen sowie rund 500 Doktorandinnen, Doktoranden und Postdocs, die von DESY betreut werden; hinzu kommen zahlreiche Master-Studierende verschiedener Universitäten.
DESY ist an mehreren Graduiertenschulen beteiligt, veranstaltet jährlich ein internationales Sommerstudierendenprogramm und bietet in seinen Schülerlaboren in Hamburg und Zeuthen Experimentiertage zu verschiedenen Themen der Physik an. Hinzu kommen Lehrkräftefortbildungen, Veranstaltungen für Schulen und Studierende in den MINT-Fächern, öffentliche Vorträge und Tage der offenen Tür. DESY beteiligt sich an Veranstaltungen wie der Hamburger Nacht des Wissens oder der Berliner Langen Nacht der Wissenschaften.

## Geschichte

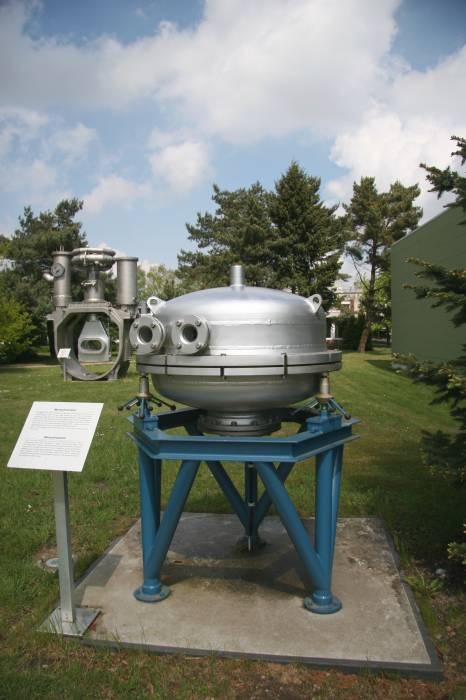
Monochromator für Synchrotronstrahlung (Vordergrund) und Blasenkammer des Teilchenbeschleunigers DESY

Am 18. Dezember 1959 wurde das Forschungszentrum „Deutsches Elektronen-Synchrotron DESY“ in Hamburg durch einen Staatsvertrag gegründet, den Siegfried Balke – der damalige Bundesminister für Atomkernenergie und Wasserwirtschaft – und der Hamburger Bürgermeister Max Brauer unterzeichneten. Laut Satzung ist DESYs Aufgabe „die Förderung der naturwissenschaftlichen Grundlagenforschung (…) insbesondere durch die Entwicklung, den Bau und Betrieb von Beschleunigern und deren wissenschaftliche Nutzung, die Forschung mit Photonen und auf den Gebieten der Teilchen- und Astroteilchenphysik sowie Entwicklungsarbeiten, die damit im Zusammenhang stehen.“

### Teilchenphysik

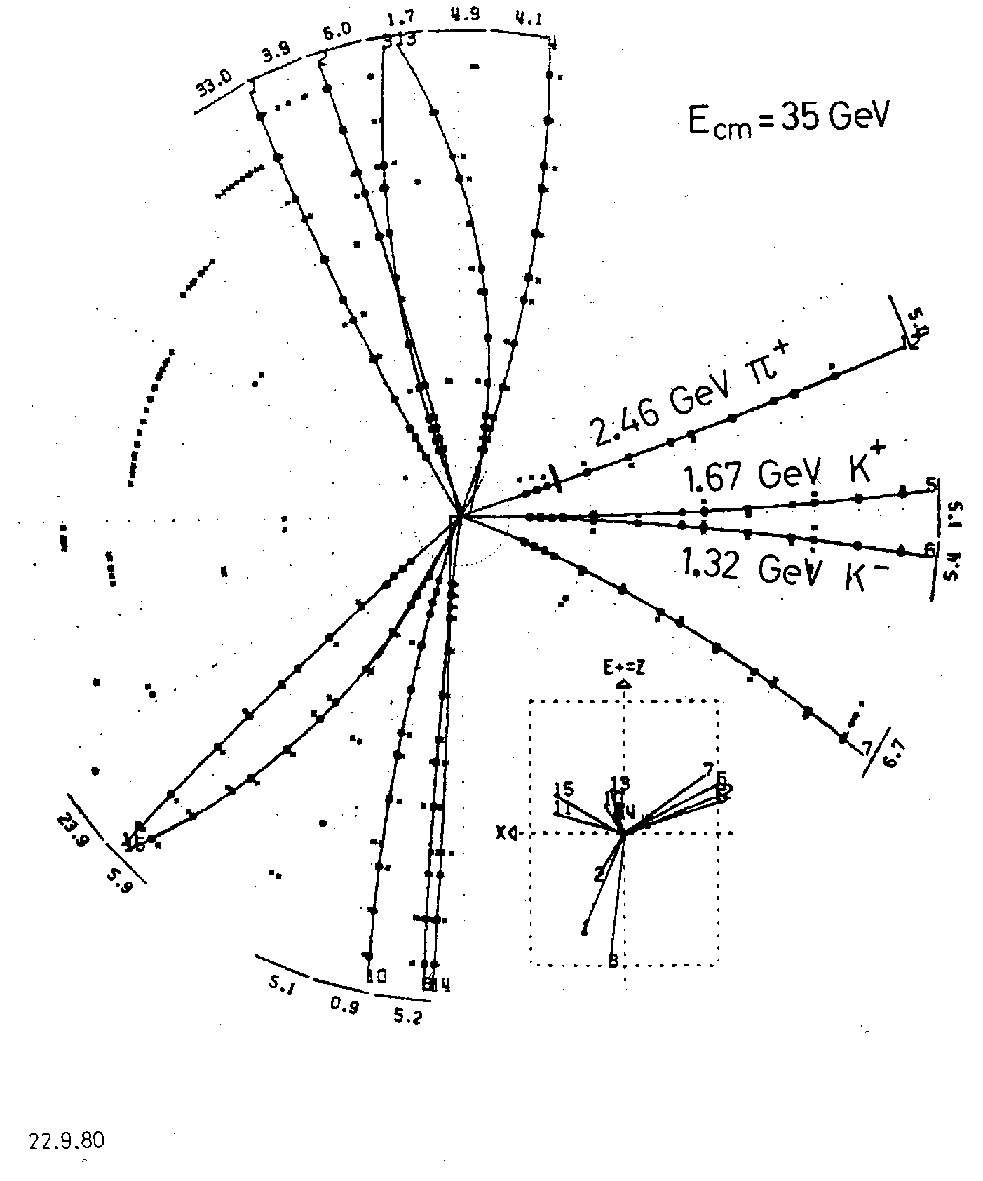
1979 entdeckten die Teilchenphysikexperimente am Positron-Elektron-Speicherring PETRA bei DESY das Gluon, das Trägerteilchen der Starken Kraft

Von 1959 bis 2007 wurden die DESY-Beschleuniger in erster Linie für die Teilchenphysik eingesetzt, zunächst mit dem gleichnamigen Elektronen-Synchrotron DESY (Betrieb 1964–heute), gefolgt von den Speicherringen DORIS (Doppel-Ring-Speicher, 1974–2013), PETRA (Positron-Elektron-Tandem-Ring-Anlage, 1978–heute) und HERA (1992–2007).
Internationale Aufmerksamkeit erregte DESY zum ersten Mal 1966 mit seinem Beitrag zur Prüfung der Quantenelektrodynamik. Die Ergebnisse bestätigten diese Theorie. DORIS leistete durch die Beobachtung angeregter Charmonium-Zustände 1975 einen wichtigen Beitrag für den Nachweis schwerer Quarks. 1987 wurde im ARGUS-Detektor an DORIS zum ersten Mal die Umwandlung eines B-Mesons in sein Antiteilchen, ein Anti-B-Meson, beobachtet – und damit ein Prozess, in dem sich Materie und Antimaterie unterschiedlich verhalten. Die wichtigste Entdeckung der Experimente TASSO, JADE, MARK-J und PLUTO an PETRA war der Nachweis des Gluons, des Trägerteilchens der starken Kraft, im Jahr 1979. Ab 1990 diente PETRA als Vorbeschleuniger für den noch größeren Speicherring HERA.

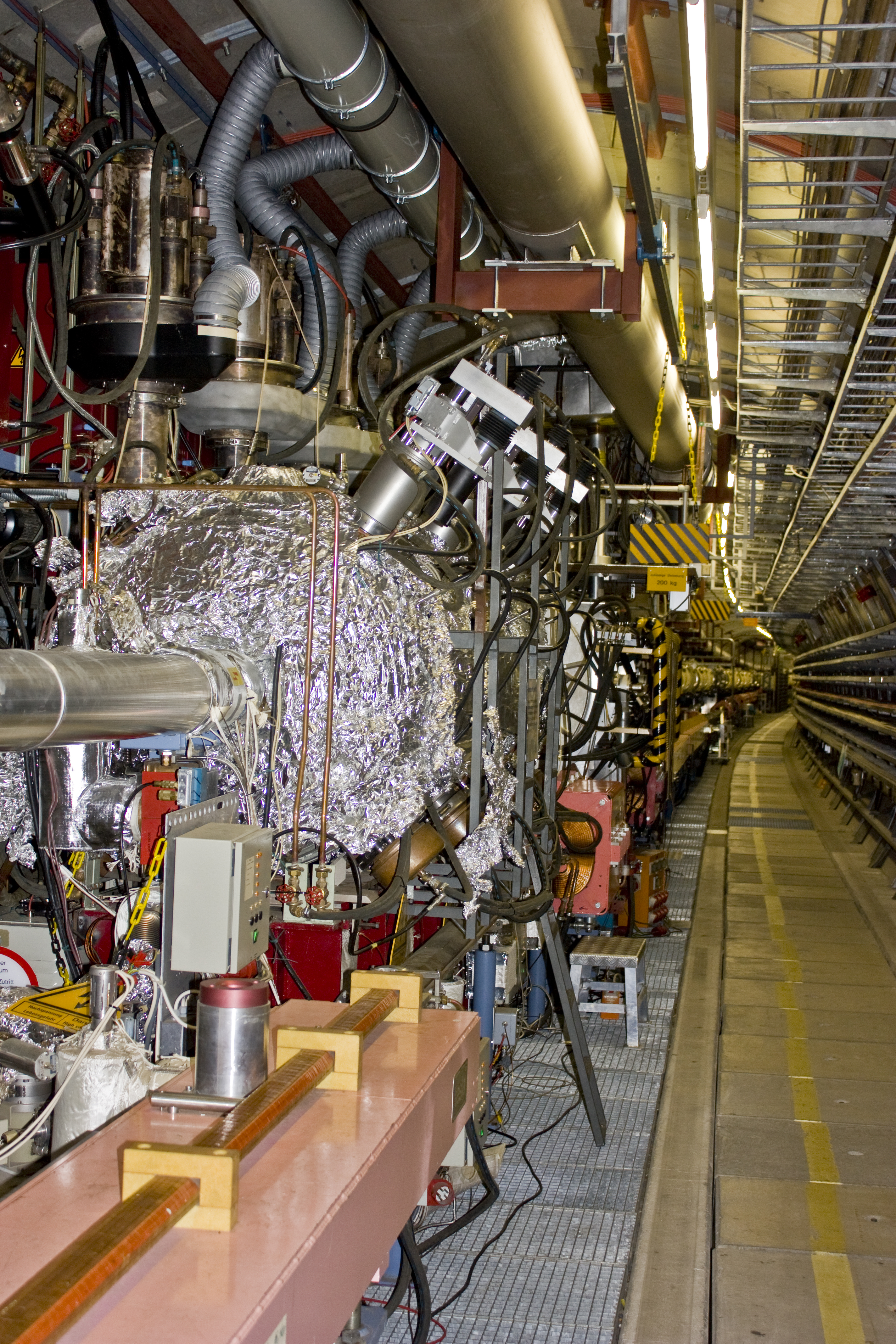
HERA: Blick in den Ringbeschleuniger. Vorn links in Alufolie eingewickelt: Einer der Hohlraumresonatoren aus Kupfer zur Beschleunigung der Protonen

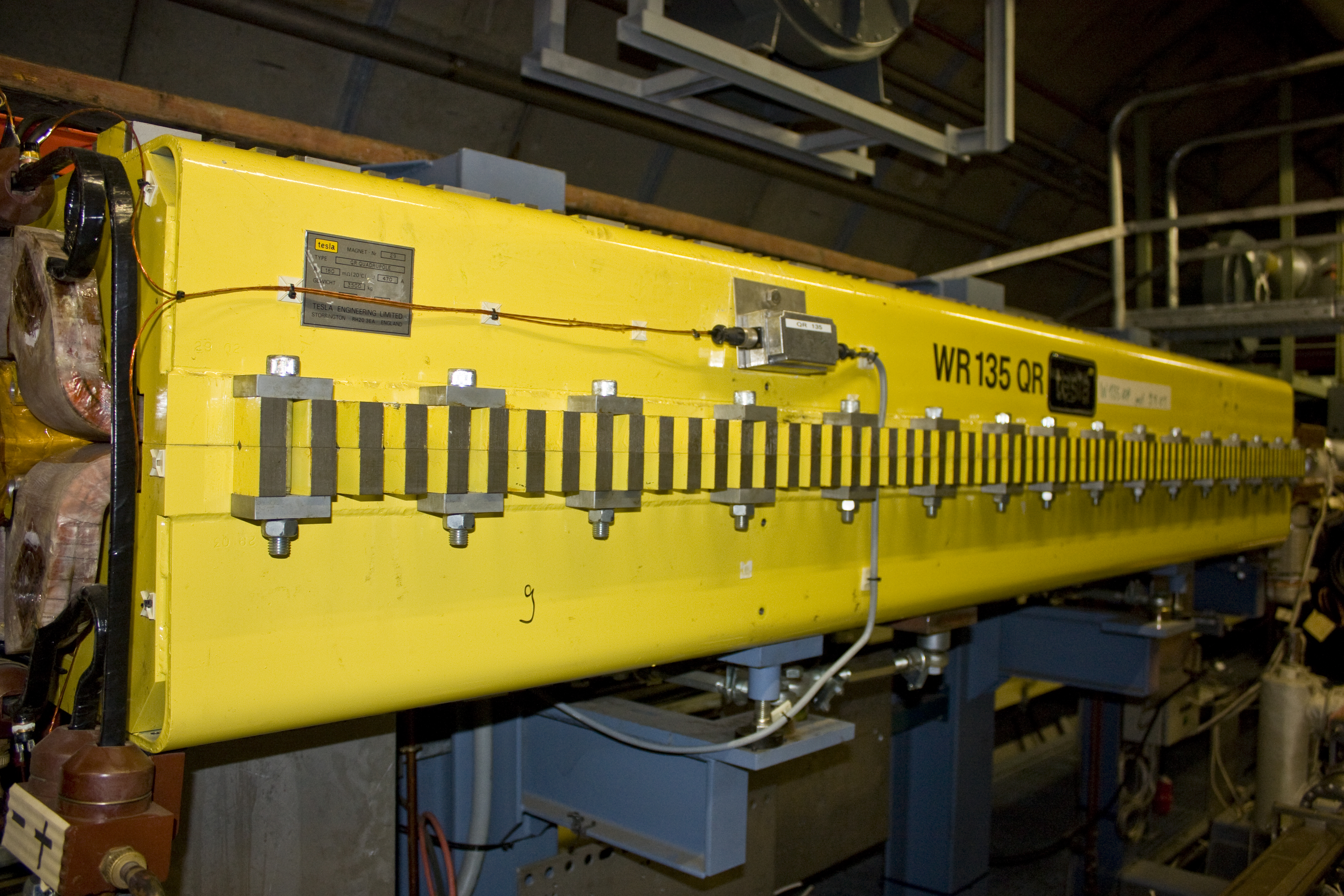
HERA: Quadrupolmagnet im Ringbeschleuniger, Masse: 3500 kg

HERA mit den vier Experimenten H1, ZEUS, HERMES und HERA-B war die einzige Speicherringanlage weltweit, in der Protonen mit Elektronen bzw. Positronen kollidierten. Dabei wirkte das punktförmige Elektron wie eine Sonde, die die innere Struktur des Protons abtastet und mit hoher Auflösung sichtbar macht. Die genauen Einblicke von HERA in das Innere des Protons bildeten die Grundlage für zahlreiche weitere Teilchenphysikexperimente, insbesondere am Large Hadron Collider (LHC) beim Forschungszentrum CERN, und für zahlreiche Entwicklungen der theoretischen Teilchenphysik. Der HERA-Beschleuniger war zugleich das erste international finanzierte Großprojekt in der Teilchenforschung. Während der Bau von Beschleunigern zuvor stets vom jeweiligen Standortstaat finanziert wurde, war das Interesse an HERA so groß, dass sich zwölf Länder mit mehr als 45 Instituten am Bau beteiligten (ca. 22 % der HERA-Baukosten von ca. 700 Mio. € wurden von ausländischen Einrichtungen übernommen). Inzwischen hat sich das Modell etabliert, nach dem Vorbild von HERA wurden in den folgenden Jahren viele wissenschaftliche Großprojekte gemeinschaftlich durch mehrere Staaten getragen.

### Forschung mit Photonen

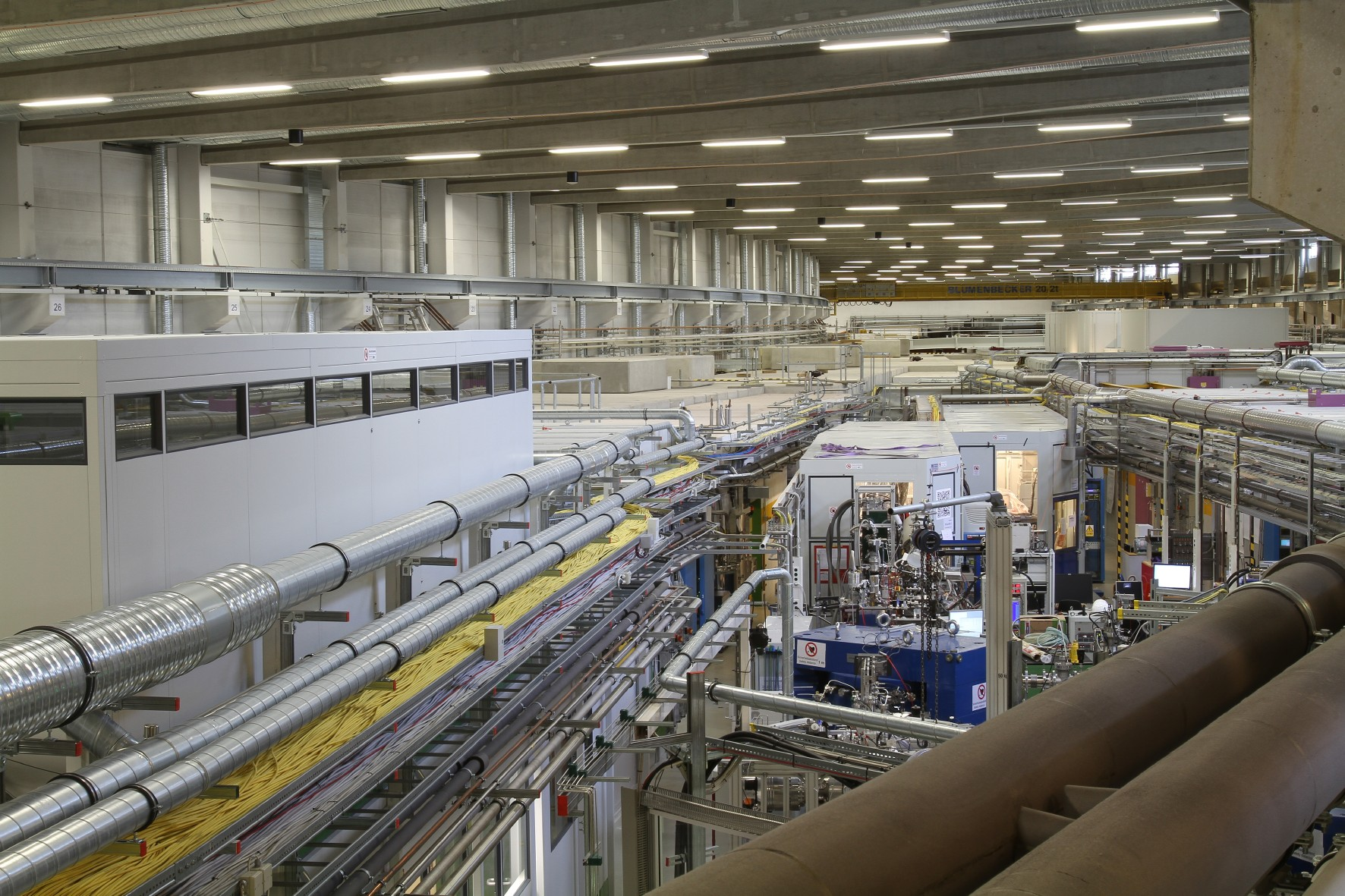
Blick über die Messstationen in der 300 Meter langen Experimentierhalle „Max von Laue“ an der Synchrotronstrahlungsquelle PETRA III bei DESY

Parallel dazu entwickelten Forschungsgruppen von DESY, verschiedenen Universitäten und der Max-Planck-Gesellschaft bereits in den 1960er Jahren am DESY-Beschleuniger die Grundlagen für die Nutzung der von Beschleunigern produzierten Synchrotronstrahlung. Um der schnell wachsenden nationalen und europäischen Nachfrage gerecht zu werden, gründete DESY ein eigenes Großlabor: das Hamburger Synchrotronstrahlungslabor HASYLAB, das 1980 mit Messplätzen an DORIS eröffnet wurde. Ab 1995 wurden Synchrotronstrahlungsexperimente auch parallel zu den Teilchenphysikexperimenten an PETRA durchgeführt, 2005 kam der Freie-Elektronen-Laser FLASH hinzu. Die PETRA-Anlage wurde 2009 für die ausschließliche Nutzung als Synchrotronstrahlungsquelle für harte Röntgenstrahlung (PETRA III) aufgerüstet, die heute über 40 Experimentierstationen versorgt und zum 3D-Röntgenmikroskop PETRA IV ausgebaut werden soll. Mit der Abschaltung von DORIS Anfang 2013 wurde der Name HASYLAB aufgegeben, die Nutzung der Photonenquellen von DESY erfolgt seither im Forschungsbereich Forschung mit Photonen („Photon Science“).
Historische Beispiele für Anwendungen der Synchrotronstrahlung bei DESY sind:
- 1975 fanden bei DESY erste Tests der Röntgenlithografie statt, später wurde das Verfahren zur Röntgen-Tiefenlithografie weiterentwickelt.
- 1984 wurde im HASYLAB das erste durch Synchrotronstrahlung gewonnene Mößbauer-Spektrum aufgenommen.
- 1985 konnte durch die Weiterentwicklung der Röntgentechnik die Detailstruktur des Schnupfenvirus aufgeklärt werden.
- 1986 gelang es erstmals, mit Synchrotronstrahlung einzelne Gitterschwingungen (Phononen) in Festkörpern anzuregen. Durch die unelastische Röntgenstreuung (IXS) konnten Untersuchungen der Eigenschaften von Materialien durchgeführt werden, die vorher nur an Kernreaktoren mit Neutronenstreuung (INS) möglich waren.
- Zeitweilig nutzte die Firma Osram die Anlagen von HASYLAB, um die Glühdrähte ihrer Lampen mittels Synchrotronstrahlung untersuchen zu lassen. Durch die neugewonnenen Erkenntnisse über den Glühvorgang konnte die Haltbarkeit von Lampen in bestimmten Anwendungsgebieten besser kontrolliert werden.
- Von 1986 bis 2004 führte die israelische Biochemikerin Ada Yonath (Nobelpreis für Chemie 2009) an DORIS grundlegende Experimente zur Entschlüsselung des Ribosoms durch.[14]

### Supraleitende Freie-Elektronen-Laser

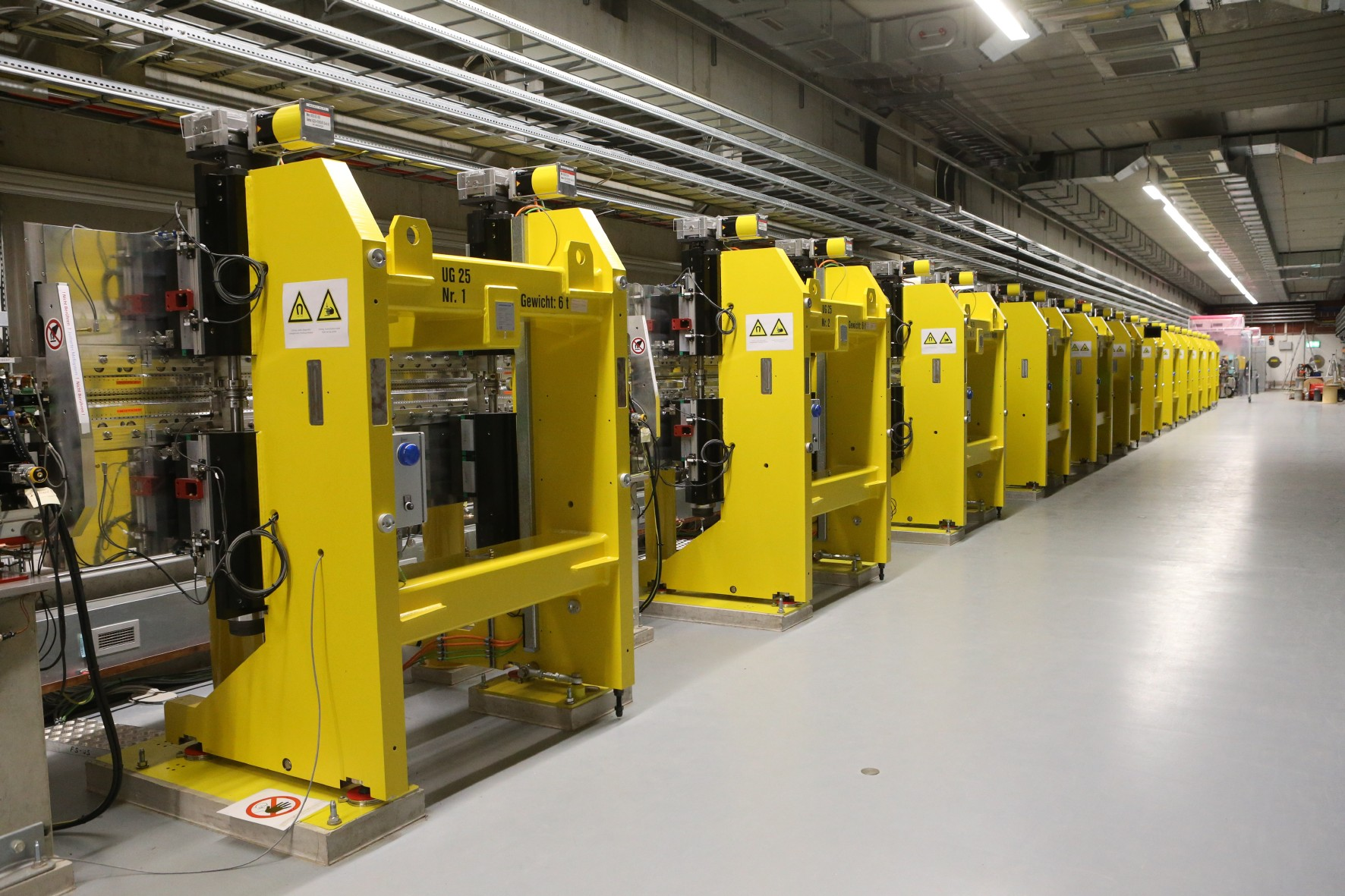
Im Freie-Elektronen-Laser FLASH bei DESY erzeugen Elektronen beim Durchflug durch spezielle Magnetanordnungen, sogenannte Undulatoren (gelb), Laserlicht im niederenergetischen Röntgenbereich

Anfang der 1990er Jahre begann DESY, eine neue Technologie weiterzuentwickeln: die Hochfrequenz-Beschleunigertechnologie auf Basis supraleitender Resonatoren aus Niob, die mit flüssigem Helium auf annähernd 2 K (−271 °C) gekühlt werden. Der erste Beschleuniger auf dieser Basis war eine Testanlage für supraleitende Linearbeschleuniger für das TESLA-Projekt bei DESY, an der auch das Prinzip der selbstverstärkten spontanen Emission (SASE) von Röntgenlaserlicht erprobt wurde. Die SASE-Theorie wurde ab 1980 bei DESY sowie an Instituten in Russland, Italien und den USA erarbeitet und weiterentwickelt. Die Testanlage bei DESY erzeugte 2000–2001 als erster Freie-Elektronen-Laser weltweit Lichtblitze im vakuum-ultravioletten und weichen Röntgenbereich. Heute produziert die Anlage FLASH ultrakurze Lichtpulse im niederenergetischen Röntgenbereich für sieben Experimentierstationen und wird seit 2020 weiter ausgebaut, um die Eigenschaften der Strahlung weiter zu optimieren (Projekt FLASH2020+).

### Röntgenlaser European XFEL
Von 2009 bis 2016 entwickelte und baute ein internationales Konsortium unter Federführung von DESY den europäischen Röntgenlaser European XFEL, der in einem 3,4 km langen Tunnel vom DESY-Gelände in Hamburg bis nach Schenefeld verläuft. Die internationale Forschungseinrichtung, an der 12 europäische Länder beteiligt sind, wird von der European XFEL GmbH betrieben. Kern der Anlage ist ein 1,7 km langer supraleitender Linearbeschleuniger – mit einer Elektronenenergie von 17,5 GeV der bis dato weltweit leistungsfähigste Linearbeschleuniger, der in supraleitender Technologie realisiert wurde. DESY betreibt den Beschleuniger im Auftrag der European XFEL GmbH. 2017 erfolgte die Inbetriebnahme des European XFEL, der Röntgenblitze von hoher Intensität und kurzer Dauer (ca. 10–100 fs) erzeugt und der Forschung damit neue Möglichkeiten und Anwendungsbereiche eröffnet. So können z. B. chemische Reaktionen einzelner Atome dreidimensional abgebildet werden.

### Plasmabasierte Beschleunigertechnologie
Seit 2010 entwickelt DESY die plasmabasierte Beschleunigertechnologie (sowohl laser- als auch elektronenstrahlgetrieben) als mögliche Alternative zur konventionellen Beschleunigertechnologie mit dem Ziel, kompakte Beschleuniger für die Forschung mit Photonen, die Teilchenphysik sowie medizinische und industrielle Anwendungen zu ermöglichen.

### DESY Zeuthen
Seit 1992 hat DESY einen zweiten Standort in Zeuthen nahe Berlin. 1939 gründete hier das Reichspostministerium ein kernphysikalisches Labor. Nach dem Krieg sollte es für die DDR als „Institut X“ die Möglichkeiten der Kernenergie ausloten, um später zum „Institut für Hochenergiephysik“ der Akademie der Wissenschaften der DDR zu werden. Anfang 1992 wurde es Teil von DESY mit den Schwerpunkten paralleles Rechnen für die theoretische Teilchenphysik, Entwicklung und Bau von Elektronenquellen für Röntgenlaser sowie Astroteilchenphysik mit Fokus auf Gammastrahlen- und Neutrinoastronomie. Mit der Gründung des DESY-Forschungsbereichs Astroteilchenphysik im Jahr 2018 wird der Standort zu einem internationalen Zentrum für Astroteilchenphysik ausgebaut.

## Teilchenbeschleuniger und Anlagen

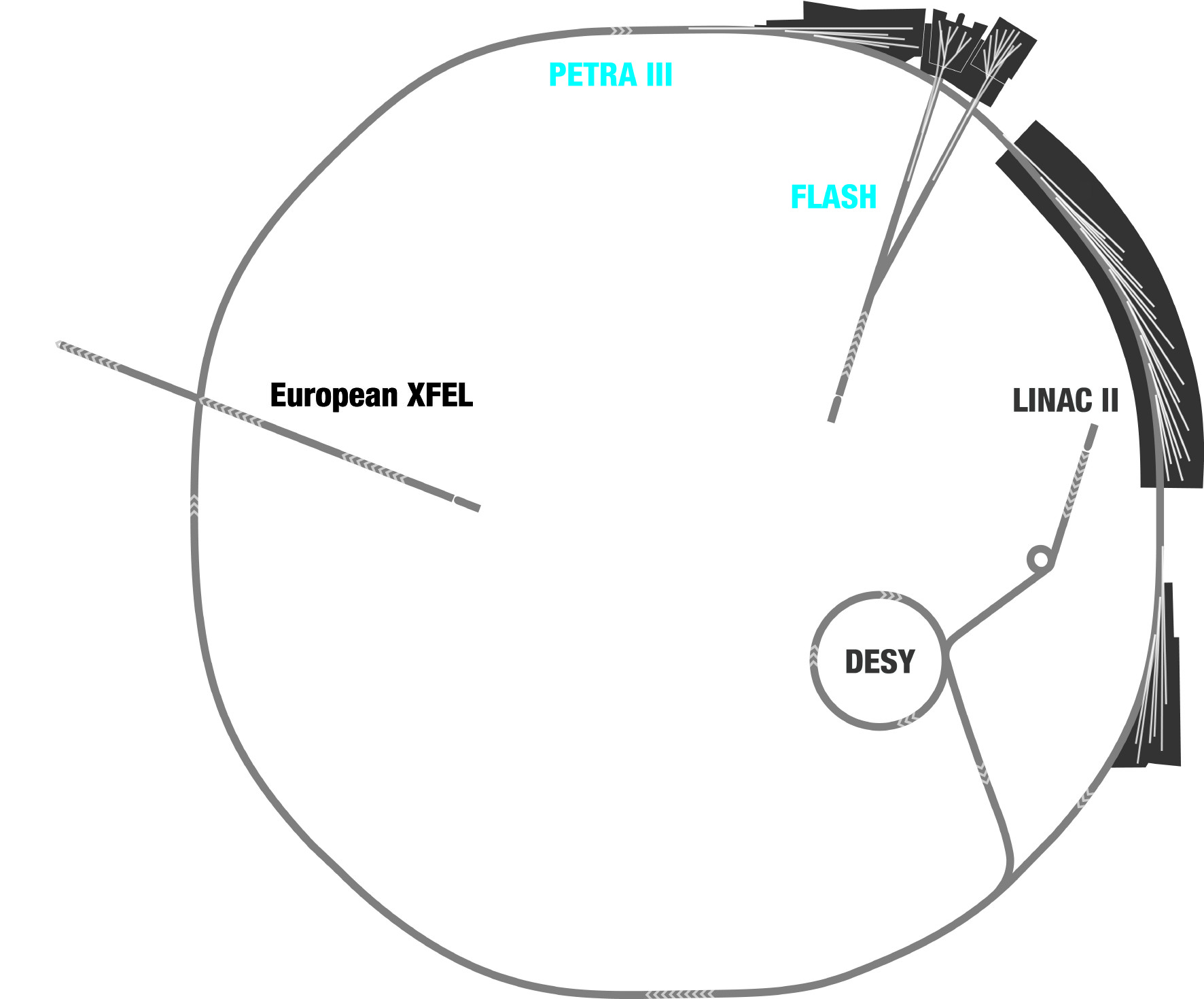
Beschleunigeranlagen bei DESY: LINAC II und DESY II sind Elektronen-Vorbeschleuniger für den Speicherring PETRA III, der zusammen mit dem Freie-Elektronen-Laser FLASH als Lichtquelle für die Forschung mit Photonen dient. Ebenfalls eingezeichnet ist der europäische Röntgenlaser European XFEL, der vom DESY-Campus bis in die schleswig-holsteinische Stadt Schenefeld verläuft

Seit seiner Gründung entwickelt, baut und betreibt DESY Teilchenbeschleuniger für die naturwissenschaftliche Forschung. Die Anlagen entstanden nacheinander mit der Forderung nach immer höheren Teilchenenergien zur verbesserten Untersuchung der Teilchenstrukturen. Durch die Errichtung neuerer Beschleuniger wurden die älteren Beschleuniger zu Vorbeschleunigern und zu Quellen für Synchrotronstrahlung umgebaut.

### DESY
Deutsches Elektronen-Synchrotron, Betrieb: 1964–heute, Umfang: 300 m.
Das DESY-Synchrotron wurde bis 1978 für Teilchenphysikexperimente sowie erste Messungen mit Synchrotronstrahlung genutzt. Seitdem dient es – mehrfach umgebaut und ergänzt – als Vorbeschleuniger und liefert als Teststrahlanlage energiereiche Teilchenstrahlen zum Testen von Detektorsystemen.

### DORIS
Doppel-Ring-Speicher, Betrieb: 1974–2013, Umfang: 289 m.
Bis 1992 ermöglichte der Speicherring DORIS Kollisionsexperimente zwischen Elektronen und Positronen für die Teilchenphysikforschung (u. a. Experiment ARGUS). Von 1980 an wurde die von DORIS erzeugte Synchrotronstrahlung für die Forschung mit Photonen genutzt, von 1993 bis 2012 diente der Speicherring ausschließlich als Synchrotronstrahlungsquelle. 2012 und 2013 lief noch das Teilchenphysikexperiment OLYMPUS, bevor DORIS abgeschaltet wurde.

### PETRA
Positron-Elektron-Tandem-Ring-Anlage, Betrieb: 1978–heute, Umfang: 2.304 m.
Im Speicherring PETRA kollidierten bis 1986 Elektronen und Positronen für die Teilchenphysikforschung (Experimente JADE, MARK-J, PLUTO und TASSO). Von 1990 an diente PETRA als Vorbeschleuniger für den Speicherring HERA, ab 1995 zudem als Synchrotronstrahlungsquelle mit zwei Testmessplätzen. Seit 2009 liefert die Anlage unter dem Namen PETRA III hochenergetische Röntgenstrahlen sehr hoher Brillanz an mittlerweile über 40 Experimentierstationen. DESY plant, die Anlage zur Synchrotronstrahlungsquelle der vierten Generation PETRA IV umzubauen.

### HERA
Hadron-Elektron-Ring-Anlage, Betrieb: 1992–2007, Umfang: 6.336 m.
HERA war der größte Ringbeschleuniger von DESY und das bisher größte Forschungsinstrument Deutschlands. HERA ermöglichte bis 2007 als einzige Speicherringanlage weltweit Kollisionen von Elektronen bzw. Positronen und Protonen für die Teilchenphysikforschung (Experimente H1, ZEUS, HERMES und HERA-B) und erlaubte damit genaue Einblicke in die innere Struktur des Protons.

### FLASH
Freie-Elektronen-Laser in Hamburg, Betrieb: 2000–heute, Länge: ca. 315 m.
Der Freie-Elektronen-Laser (FEL) FLASH basiert auf einer 1997 errichteten Testanlage für supraleitende Beschleunigertechnologie für das TESLA-Projekt und dient seit 2005 als Nutzeranlage für Experimente mit der erzeugten FEL-Strahlung. FLASH liefert ultrakurze Lichtpulse im Bereich extrem ultravioletter Strahlung und im niederenergetischen Röntgenbereich für sieben Experimentierstationen und wird zudem als Testanlage für die Entwicklung von Beschleuniger- und Freie-Elektronen-Laser-Technologien genutzt.

### Weitere Beschleuniger und Anlagen
DESY betreibt außerdem den 1,7 km langen supraleitenden Linearbeschleuniger des europäischen Röntgenlasers European XFEL im Auftrag der European XFEL GmbH.
Neben den großen Anlagen gibt es bei DESY in Hamburg mehrere kleine Teilchenbeschleuniger, die größtenteils als Vorbeschleuniger für PETRA und HERA fungier(t)en. Dazu gehören die Linearbeschleuniger LINAC I (1964–1991), LINAC II (1969–heute) und LINAC III (1988–2007) sowie der kleine Speicherring PIA (1979–heute), in dem die Teilchenpakete für die Einspeisung in den nachfolgenden Speicherring DESY II vorbereitet werden.
Das Gebäude des ehemaligen Speicherrings DORIS beherbergt heute den SINBAD-Beschleunigerkomplex mit verschiedenen Infrastrukturen zur Beschleunigerforschung und -entwicklung: der Linearbeschleuniger ARES u. a. für die Beschleunigerforschung mit ultrakurzen Elektronenpulsen für medizinische Zwecke, die Anlage AXSIS für die Terahertz-getriebene Beschleunigung zur Erzeugung ultrakurzer Röntgenpulse für die Materialwissenschaften oder die medizinische Bildgebung und der Hochleistungslaser KALDERA zur Erforschung der lasergetriebenen Plasmabeschleunigung.
Auch die Anlage LUX dient der Erforschung und Weiterentwicklung der lasergetriebenen Plasmabeschleunigung, mit dem Experiment FLASHForward am Linearbeschleuniger FLASH wird die elektronenstrahlgetriebene Plasmabeschleunigung vorangetrieben. Die Quelle für relativistische Elektronenstrahlen REGAE erzeugt ultrakurze Elektronenpulse für zeitaufgelöste Beugungsexperimente.
Im Tunnel des früheren Speicherrings HERA steht heute das Experiment ALPS II, das umgebaute supraleitende Dipolmagnete des HERA-Protonenrings nutzt, um extrem leichte Teilchen zu untersuchen.
Am Standort Zeuthen gibt es seit 2001 die Photoinjektor-Testanlage PITZ, ein Linearbeschleuniger, an dem u. a. die Elektronenquellen für FLASH und (seit 2015) für den European XFEL studiert, optimiert und für den Einsatz im Nutzerbetrieb vorbereitet werden.

### Rechneranlagen
Für die Forschung in allen Bereichen von DESY stehen umfangreiche Speicher- und Rechenkapazitäten zur Verfügung. Als Teil des Worldwide LHC Computing Grid (WLCG) betreibt DESY zudem ein Tier-2-Computerzentrum, das Rechen- und Speichersysteme für die Experimente ATLAS, CMS und LHCb am Large Hadron Collider (LHC) beim Forschungszentrum CERN zur Verfügung stellt. Darüber hinaus wird die DESY-Grid-Infrastruktur von anderen Experimenten wie Belle II oder IceCube genutzt.

## Forschung
Die Forschung bei DESY gliedert sich in vier Bereiche: Beschleuniger, Forschung mit Photonen, Teilchenphysik und Astroteilchenphysik.

### Beschleuniger

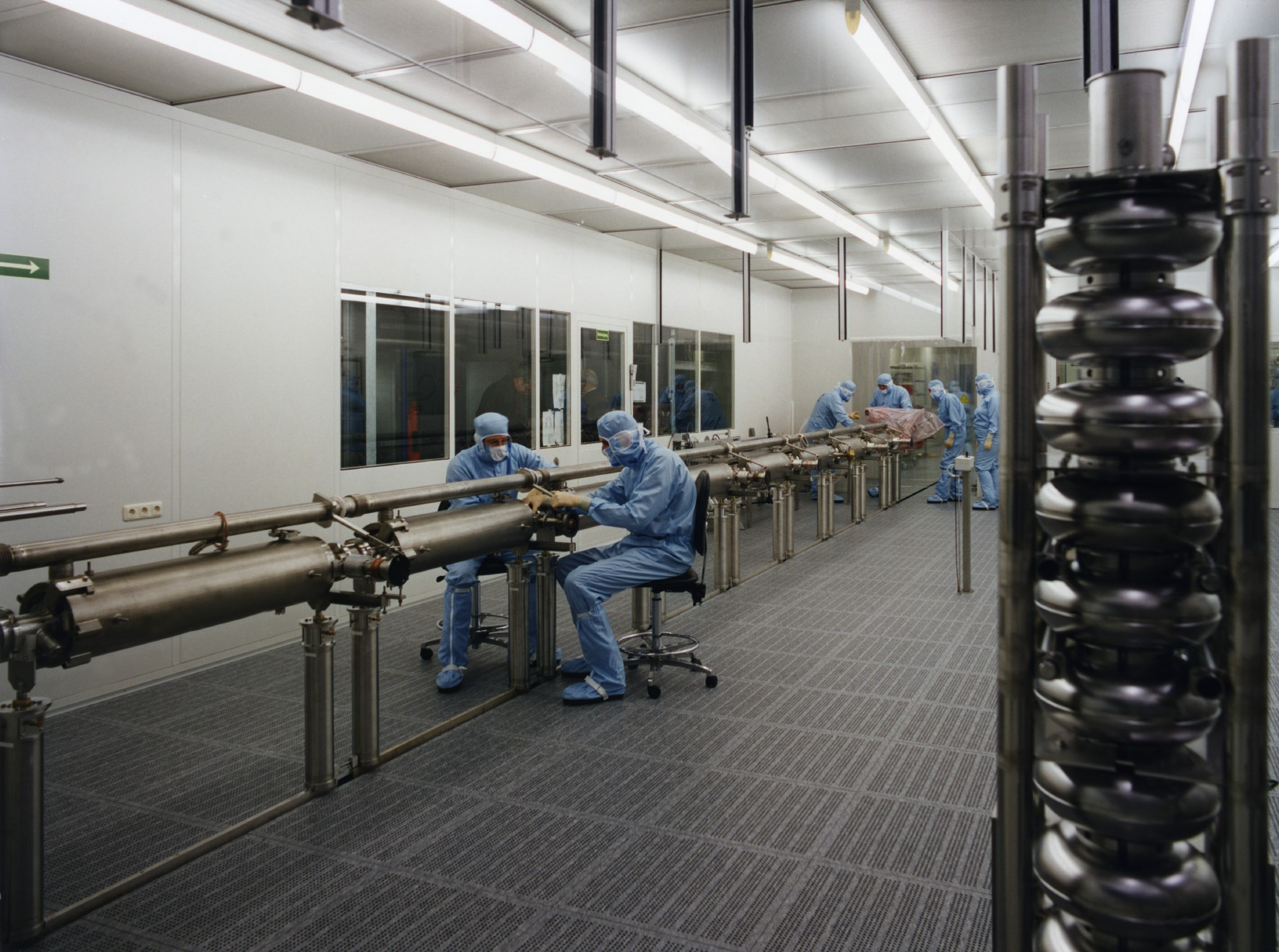
Die supraleitenden Resonatoren, die im Freie-Elektronen-Laser FLASH und im europäischen Röntgenlaser European XFEL eingesetzt werden, werden in einem Reinraum bearbeitet und montiert

Aufgabe dieses Forschungsbereichs von DESY ist die Entwicklung grundlegender Technologien für die Beschleunigeranlagen, die DESY und seine Partner im Rahmen ihrer wissenschaftlichen Mission einsetzen. Wesentliche Aktivitäten sind neben dem Betrieb bestehender Anlagen und ihrer Weiterentwicklung (Projekte PETRA IV und FLASH2020+, Ausbau des European XFEL) die Erforschung neuer Beschleunigerkonzepte, insbesondere der Plasmabeschleunigung, sowie die Verbesserung der supraleitenden Hochfrequenz-Beschleunigertechnologie.
Die wissenschaftlichen Grundlagen und die Technologie zur Plasmabeschleunigung werden sowohl in der elektronenstrahlgetriebenen Anlage FLASHForward als auch unter Verwendung von Hochleistungslasern entwickelt. Ziel ist die Realisierung kompakter Beschleuniger für Anwendungen in der Forschung mit Photonen (Freie-Elektronen-Laser und kompakte Röntgenquellen), für medizinische und industrielle Anwendungen sowie für künftige Konzepte für Hochenergiebeschleuniger.
Darüber hinaus entwickelt DESY intelligente, auf maschinellem Lernen basierende Prozesssteuerungsmethoden für autonome Beschleuniger und erforscht den Einsatz moderner Robotertechnik für den Beschleunigerbetrieb.

### Forschung mit Photonen

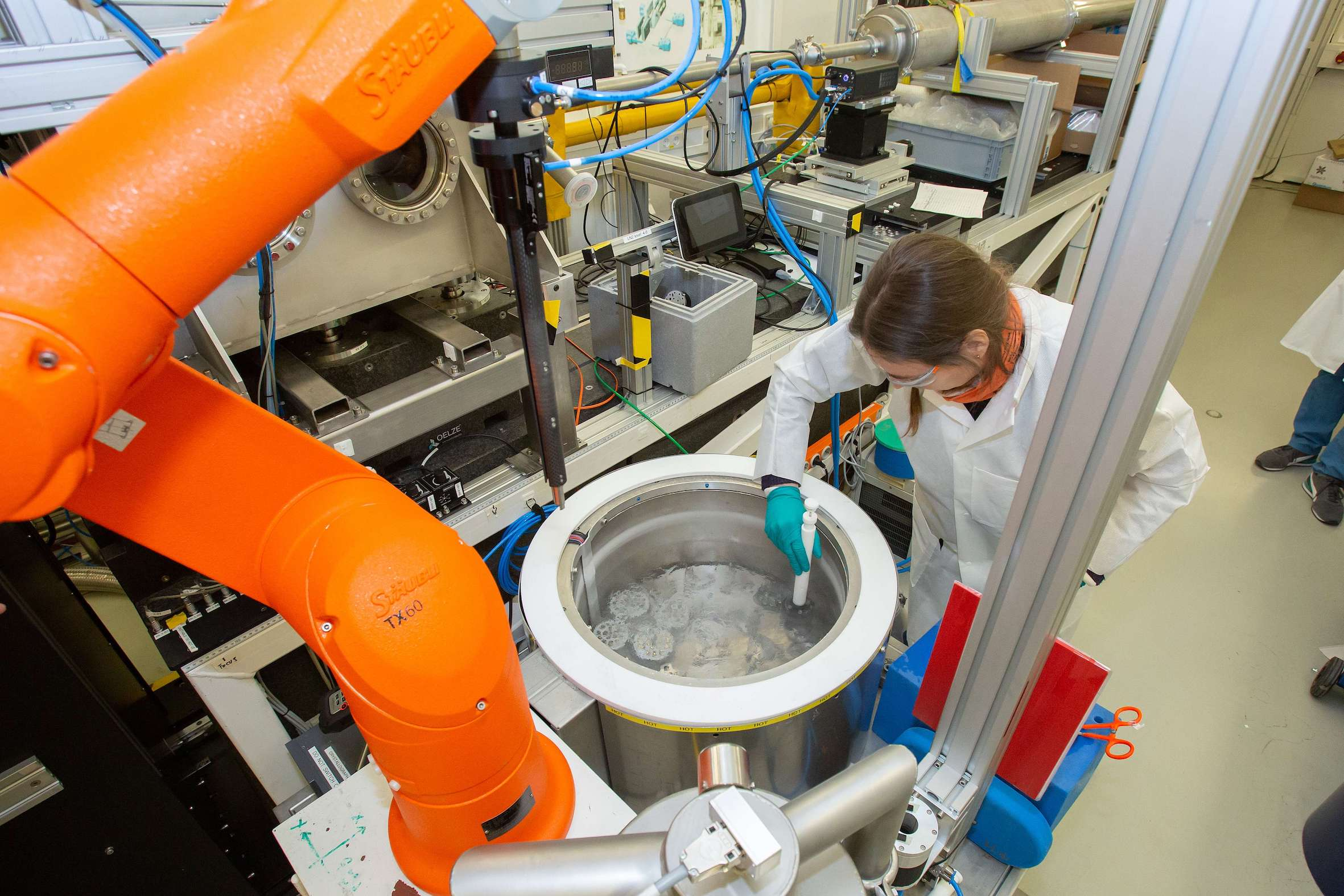
An der Synchrotronstrahlungsquelle PETRA III bei DESY werden u. a. Experimente zur Erforschung des SARS-CoV-2-Virus durchgeführt

Im Bereich Forschung mit Photonen bei DESY werden die Struktur, Dynamik und Funktion von Materie mithilfe von Photonen untersucht. Dazu entwickelt, baut und betreibt der Forschungsbereich Strahlführungen und Experimente an den DESY-Photonenquellen PETRA III und FLASH.
Jährlich führen mehr als 3.000 Forschende – hauptsächlich von Universitäten, aber auch von außeruniversitären Forschungseinrichtungen und aus der Industrie – aus über 40 Ländern Experimente an den Photonenquellen und in den Laboren bei DESY durch. Das Forschungsspektrum reicht von Grundlagenforschung bis zu anwendungsnaher Forschung und Industriekooperationen in Physik, Chemie, Biologie, Medizin, Lebenswissenschaften, Geowissenschaften, Materialforschung und dem Studium von Kulturgütern.
Ein Schwerpunkt liegt auf der Strukturforschung und der Aufklärung von Abläufen auf atomarer Ebene: Mit dem kurzwelligen Röntgenlicht der DESY-Photonenquellen lassen sich der atomare Aufbau und die Dynamik in unterschiedlichen Materialien sowie die Funktion biologischer Moleküle untersuchen. Weitere Schwerpunkte sind die Erforschung neuer Nanomaterialien und Werkstoffe in Bereichen wie Materialforschung, Energietechnik und Informationstechnik sowie zeitaufgelöste Experimente unter realistischen Umgebungs- und Betriebsbedingungen (in situ und operando) zum besseren Verständnis von Prozessen, z. B. während katalytischer Reaktionen. Seit Beginn der COVID-19-Pandemie wird PETRA III auch für Experimente genutzt, die zur Bekämpfung des SARS-CoV-2-Virus auf molekularer Ebene beitragen.
Neben den eigenen Photonenquellen nutzen DESY-Forschende auch andere Photonenquellen weltweit und arbeiten im Rahmen gemeinsamer Forschungszentren mit nationalen und internationalen Partnern an spezifischen wissenschaftlichen Fragestellungen.

### Teilchenphysik

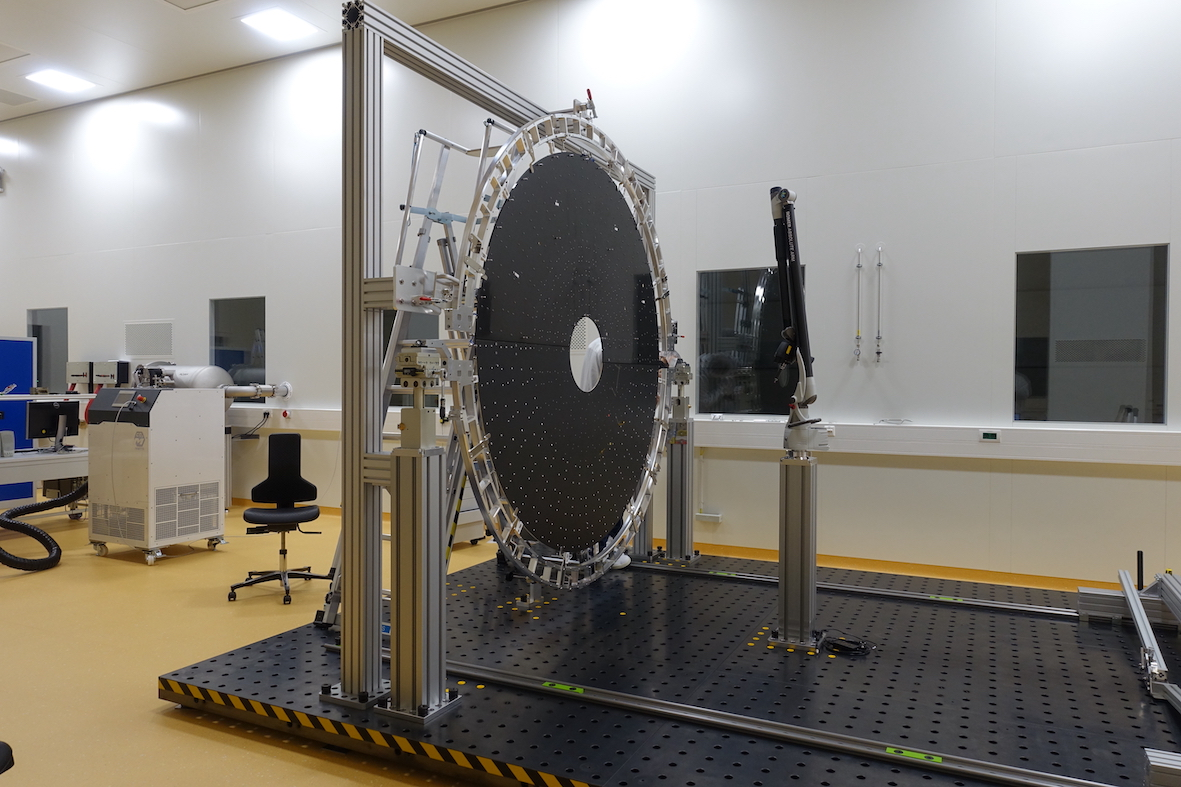
In der Detector Assembly Facility (DAF) bei DESY werden neue, strahlungsresistentere und präzisere Silizium-Spurdetektoren für die Experimente ATLAS und CMS am LHC-Beschleuniger bei CERN hergestellt (hier für CMS)

In der Physik mit Protonen engagiert sich DESY in den Großexperimenten am Large Hadron Collider (LHC) beim Forschungszentrum CERN in der Nähe von Genf. Im Rahmen der internationalen Kooperationen, die die Experimente ATLAS und CMS betreiben, wirkt DESY an vielen Entwicklungen am LHC mit, vom Hardwaredesign über die Datenanalyse bis zur Vorbereitung des geplanten Umbaus zur Steigerung der Luminosität.
In der Physik mit Leptonen beteiligt sich DESY am Experiment Belle II am Elektron-Positron-Collider SuperKEKB des Forschungszentrums KEK in Tsukuba, Japan, sowie an Entwicklungen für mögliche zukünftige Elektron-Positron-Linearcollider.
Das Experiment ALPS II bei DESY in Hamburg zielt darauf ab, axionähnliche Teilchen und andere ultraleichte schwach wechselwirkende Teilchen (WISPs) zu erzeugen und nachzuweisen.
Die Aktivitäten von DESY in der theoretischen Teilchenphysik umfassen Teilchenphänomenologie (theoretische Vorhersagen für relevante Prozesse am LHC), Gittereichtheorie (Grenzbereiche verschwindenden Gitterabstands, unendlichen Volumens und physikalischer Quarkmassen), Kosmologie (Dunkle Materie, Materie-Antimaterie-Asymmetrie im Universum, Dunkle Energie, Inflation) sowie Stringtheorie (Vereinheitlichung aller fundamentalen Wechselwirkungen, Physik stark wechselwirkender Quantenfeldtheorien).

### Astroteilchenphysik

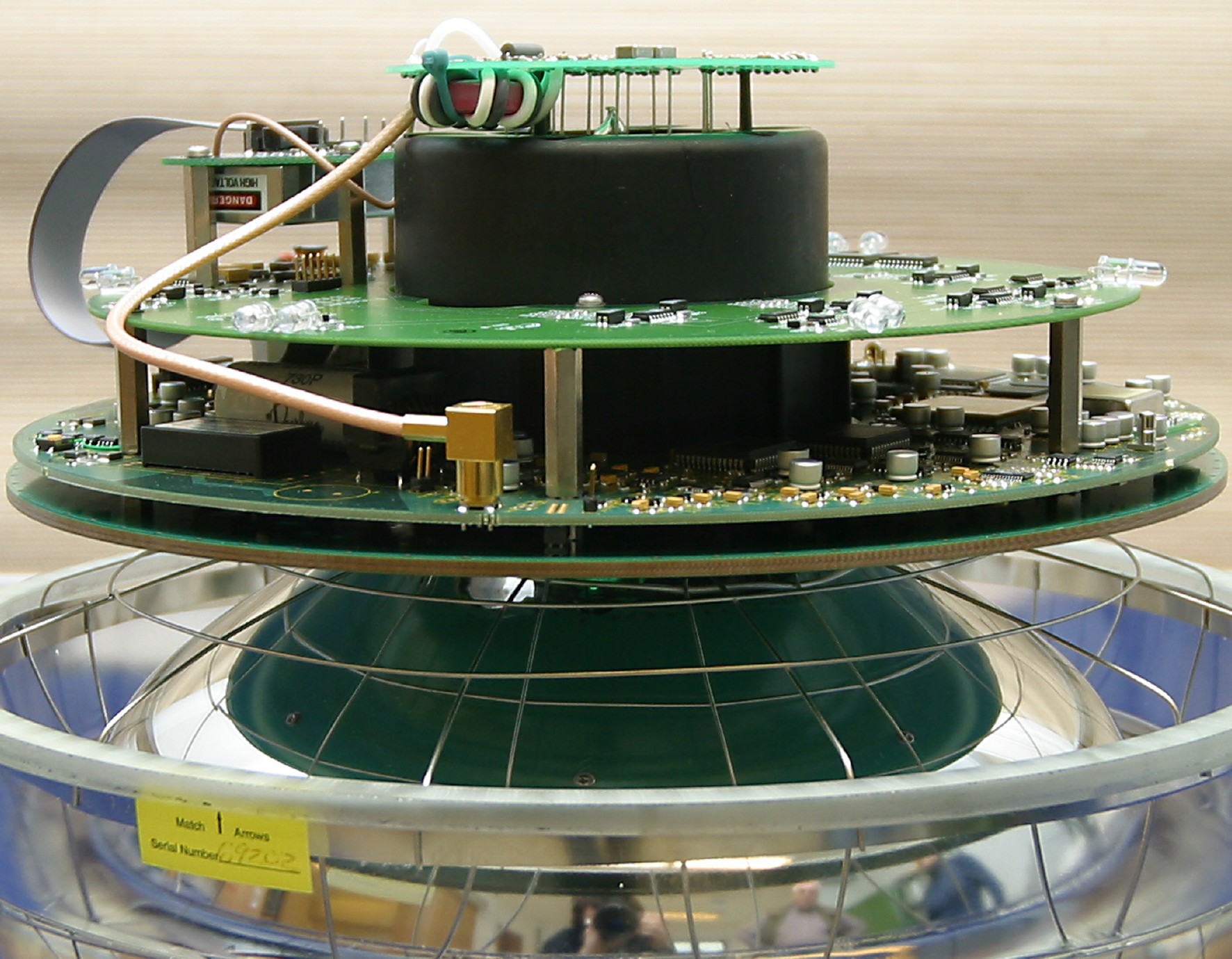
DESY produziert einen großen Teil der digitalen optischen Module für das Neutrinoobservatorium IceCube am Südpol

Der Bereich Astroteilchenphysik bei DESY untersucht hochenergetische Prozesse im Universum. Mit Detektoren und Teleskopen werden Neutrinos und Gammastrahlen aus dem All analysiert, die über kosmische Phänomene wie Schwarze Löcher, explodierende Sterne und Strahlungsausbrüche von extremer Intensität Auskunft geben können.
In der Gammaastronomie ist DESY zurzeit (2022) an allen Großexperimenten beteiligt: an den Gammateleskopen MAGIC auf der Kanarischen Insel La Palma, H.E.S.S. in Namibia und VERITAS in den USA sowie am Weltraumteleskop Fermi Gamma-ray Space Telescope. Zudem wirkt DESY am geplanten Gammaobservatorium der nächsten Generation mit, dem Cherenkov Telescope Array (CTA). In der Neutrinoastronomie ist DESY zweitgrößter Partner am Observatorium IceCube am Südpol. DESY ist auch am Aufbau eines globalen Multimessenger-Programms beteiligt, bei dem Beobachtungen verschiedener Observatorien weltweit (elektromagnetische Strahlung, Neutrinos und Gravitationswellen) kombiniert werden, um ein Gesamtbild der jeweiligen kosmischen Prozesse zu erhalten.
Weitere Aktivitäten von DESY betreffen den Bau des israelischen Ultraviolett-Satelliten ULTRASAT zusammen mit dem israelischen Weizmann-Institut für Wissenschaften, eine deutsche Beteiligung am Einstein-Teleskop – einem in Europa geplanten Gravitationswellendetektor der nächsten Generation – sowie die theoretische Astroteilchenphysik.

### Weitere Forschungszentren mit DESY-Beteiligung
Der DESY-Campus in Hamburg ist Standort mehrerer nationaler und transnationaler Zentren, an denen DESY beteiligt ist. Dies sind insbesondere:
- Center for Free-Electron Laser Science (CFEL): Untersuchung von Ultrakurzzeit-Phänomenen mit Freie-Elektronen-Lasern und optischen Lasern, Untersuchungen zur Licht-Materie-Wechselwirkung unter extremen Bedingungen
- Centre for Structural Systems Biology (CSSB): Strukturelle Systembiologie zur Erforschung von Infektionsprozessen auf der molekularen Ebene von Viren, Bakterien und Parasiten
- Centre for X-ray and Nano Science (CXNS): Untersuchung von kondensierter Materie mit Röntgen- und komplementären Methoden, höchstauflösende Röntgenbildgebung, Analyse von Materialprozessen

## Wissens- und Technologietransfer

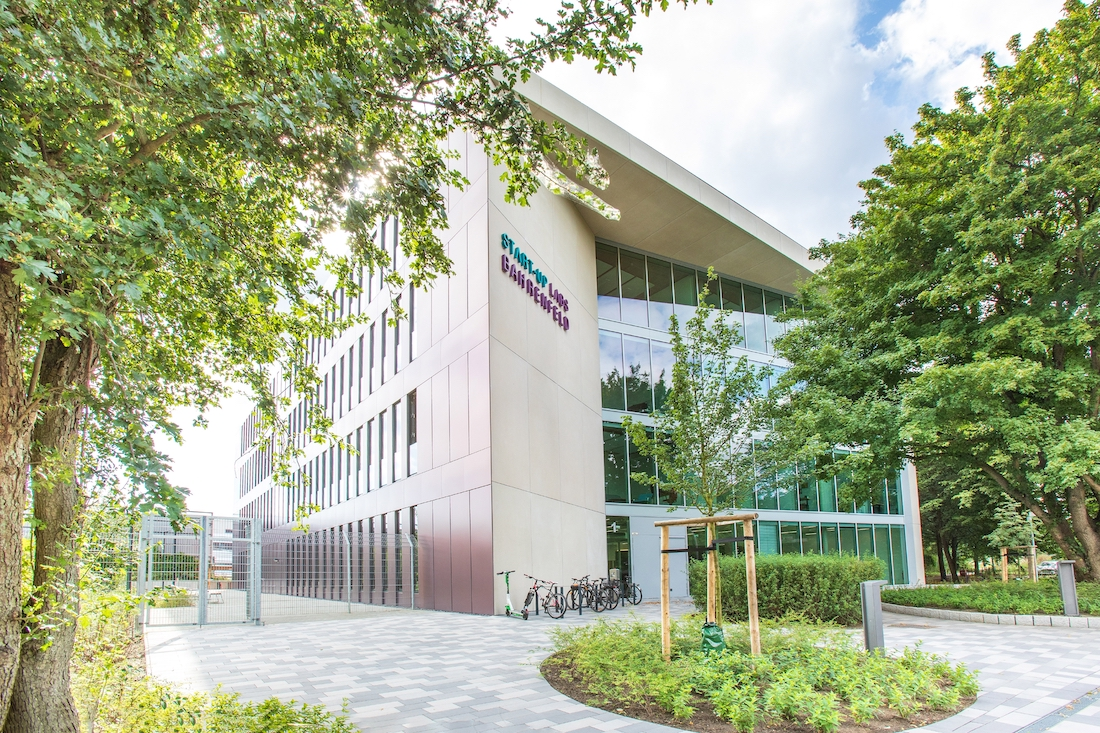
Im September 2021 wurden die Start-up Labs Bahrenfeld eröffnet, ein Innovationszentrum von DESY, der Universität Hamburg und der Freien und Hansestadt Hamburg

DESY hat sich zum Ziel gesetzt, Gründungen zu fördern und Know-how aus der Grundlagenforschung in die Anwendung zu bringen. Dazu bietet das Forschungszentrum Wirtschaftsunternehmen Unterstützung bei industriellen Fragestellungen, z. B. durch einen speziellen Industriezugang zu den Photonenquellen und Laboren. DESY entwickelt aus der Grundlagenforschung neue Ideen, Anwendungen und Produkte und unterstützt seine Beschäftigten bei der Gründung von Start-ups auf Basis von DESY-Technologien in den Regionen Hamburg und Brandenburg. DESY bietet Start-ups Zugang zu Büros, Laboren und Werkstätten im DESY Innovation Village und in den gemeinsam mit der Universität Hamburg und der Freien und Hansestadt Hamburg errichteten Start-up Labs Bahrenfeld.

## Vorsitzende des DESY-Direktoriums
DESY wird von einem Direktorium geleitet, in dem die vier Forschungsbereiche (Beschleuniger, Forschung mit Photonen, Teilchenphysik und Astroteilchenphysik) sowie die Verwaltung vertreten sind. Vorsitzende des Direktoriums waren bisher:
- 1959 bis 1970: Willibald Jentschke, Gründungsdirektor
- 1971 bis 1972: Wolfgang Paul
- 1973 bis 1980: Herwig Schopper
- 1981 bis 1993: Volker Soergel
- 1993 bis 1999: Bjørn Wiik
- 1999 bis Anfang 2009: Albrecht Wagner
- 2. März 2009 bis 31. März 2024: Helmut Dosch
- seit 1. April 2025: Beate Heinemann[34]